# Шервуд-Парк
Шервуд-Парк (англ. Sherwood Park) — це велике селище в Альберті, Канада, в окрузі Страткона, яке визнано міською зоною обслуговування. Розташоване на традиційній території Договору 6 і примикає до східного кордону міста Едмонтон, зазвичай на південь від шосе 16 (Єллоугед Трейл), на захід від шосе 21 і на північ від шосе 630 (Wye Road).
Інші частини Шервуд-парку простягаються за межі Йеллоухед-Трейл і Уай-роуд, а Ентоні Хендай Драйв (шосе 216) відокремлює Refinery Row на заході від залишку хутора на сході.
Шервуд-парк був заснований у 1955 році на сільськогосподарських угіддях родини Смельтцер на схід від Едмонтона. З населенням 72 017 осіб у 2021 році в Шервуд-Парку достатньо людей, щоб стати шостим за величиною містом Альберти, але він зберігає статус хутора. Уряд Альберти визнає міську зону обслуговування Шервуд-Парку еквівалентом міста.